# Blutiger Staub (1950)
Blutiger Staub ist ein US-amerikanischer Western aus dem Jahr 1950 von Roy Rowland mit Joel McCrea und Arlene Dahl in den Hauptrollen. Der Film wurde von Metro-Goldwyn-Mayer produziert.

## Handlung
Will Owen, Jesse Wallace und Clint Priest sind kriegsgefangene Soldaten der Südstaaten und in Missouri interniert. Ihnen gelingt die Flucht, stoßen aber kurz darauf auf die berüchtigte Keeley-Bande. Keeley erkennt sie als flüchtige Südstaatler und zwingt sie zur Zusammenarbeit. Er schickt sie mit seinem Handlanger Bye nach Santa Fe. Dort sollen sie den Treck von Don Chaves, der Goldbarren im Wert von einer Million Dollar transportiert, begleiten. Keeley will den Treck bei Cow Creek überfallen. 
In Santa Fe treffen die vier Männer Chaves und bitten, mit dem Treck zu reisen. Chaves ist misstrauisch und verlangt, dass sie nicht näher als 200 Meter an die Wagen herankommen. Schon kurz nach der Abfahrt wird der Treck von Apachen überfallen. Will, Jesse und Clint können die Indianer ablenken und so den Treck retten. Chaves ist dankbar und beauftragt Will und seine Männer für den Rest der Reise mit dem Schutz des Trecks. Im Treck reist auch die junge Witwe Jen Gort mit, die ihren jugendlichen Schwager Roy zu ihrer Familie nach Ohio bringen will. Roy will seinen Mut beweisen und meldet sich freiwillig, Will und seine Männer zu unterstützen. 
Eines Nachts steht Roy Wache. Er wird von einem Schatten erschreckt und schießt in die Luft. Der Schuss bringt einige Pferde zum Scheuen, sie reißen sich los und galoppieren davon. Will, in Jen verliebt, nimmt die Schuld auf sich, um Roy zu schützen. Zwischen Will und Jesse kommt es kurz darauf zum Streit wegen Jen. Will verlangt, dass Jesse sie in Ruhe lässt. Einige Zeit später erreicht der Treck die Jagdgründe der Pawnees. Ein Trupp der Indianer stoppt den Treck, der Häuptling verlangt die Ponys. Will ist sich im Klaren, dass sie den Indianern unterlegen sind und gibt die Ponys ab. Jesse macht Will deswegen Vorwürfe. Zudem beschuldigt er ihn, mit Jen vor Cow Creek zurückfallen zu wollen. Will schlägt Jesse nieder, der von nun an vor Will reiten muss, damit der ihn im Auge behalten kann. 
Der Treck erreicht einen reißenden Fluss. Roy reitet übermütig in den Fluss und wird von der Wucht des Wassers mitgerissen und ertrinkt. Will tröstet die trauernde Jen und fordert sie auf, ständig an seiner Seite zu bleiben. Kurz vor Cow Creek wird durch einen Kurier die Nachricht vom Kriegsende überbracht. Die Nachricht wird gefeiert, nur Jesse macht nicht mit und bereitet sich auf den Hinterhalt vor. Will hingegen will den Überfall verhindern und lässt Jesse festsetzen. Er informiert Chaves über den drohenden Überfall, aber der Treck ist schon zu nahe an Cow Creek, um noch umzukehren. Der Treck zieht weiter, während Will alle auf den Kampf vorbereitet. Keeley und seine Männer schlagen los, es kommt zu einem wilden Gefecht, das mit Keeleys Tod endet. Auch Jesse, der sich befreien konnte, ist unter den Toten. Jen und Will feiern den Sieg mit einem Kuss. 

## Produktion

### Hintergrund
Gedreht wurde der Film vom 15. August bis Mitte Oktober 1949 in Kanab (Utah).

### Stab
E. Preston Ames und Cedric Gibbons oblag die künstlerische Leitung. Edwin B. Willis und Ralph S. Hurst waren für das Szenenbild zuständig, Walter Plunkett für die Kostüme. Verantwortlicher Toningenieur war Douglas Shearer. Die Spezialeffekte stammten von A. Arnold Gillespie und Warren Newcombe. Jack Marshall war als Gitarrist verpflichtet, Uan Rasey als Trompeter, Si Zentner als Posaunist.

### Besetzung
In kleinen nicht im Abspann erwähnten Nebenrollen traten Dorothy Adams, Rudy Bowman, William Edward Phipps und Russell Simpson auf.

## Synchronisation
| Rolle         | Schauspieler          | Deutscher Synchronsprecher |
| ------------- | --------------------- | -------------------------- |
| Will Owen     | Joel McCrae           | Arnold Marquis             |
| Jen Gort      | Arlene Dahl           | Bettina Schön              |
| Jesse Wallace | Barry Sullivan        | Gerd Martienzen            |
| Roy Gort      | Claude Jarman jr.     | Uwe Paulsen                |
| Clint Priest  | James Whitmore        | Benno Hoffmann             |
| Don Chaves    | Ramón Novarro         | Curt Ackermann             |
| Keeley        | Jeff Corey            | Hans Wiegner               |
| Bye           | Ted de Corsia         | Toni Herbert               |
| Captain       | Gil Herman            | Jochen Schröder            |
| Wächter       | William Edward Phipps | Claus Jurichs              |
| Farmer        | Russell Simpson       | Franz Nicklisch            |

Anmerkung: Die kursiv geschriebenen Namen sind Rollen und Darsteller, die nicht im Abspann erwähnt wurden.

## Veröffentlichung
Die Premiere des Films fand am 1. März 1950 statt. In der Bundesrepublik Deutschland kam er am 13. August 1964 in die Kinos.

## Kritiken
Der Filmkritiken-Aggregator Rotten Tomatoes hat in einer Auswertung ein Publikumsergebnis von 14 Prozent positiver Bewertungen ermittelt.
Das Lexikon des internationalen Films schrieb: „Solides Westernabenteuer.“
Die Filmzeitschrift Cinema befand: „Schwaches Frühwerk von Drehbuchautor Irving Ravetch. Fazit: Braver Western in knackigem Technicolor.“
Der Kritiker der The New York Times lobte die weite offene Landschaft, die frisch und grün in Technicolor gefilmt wurde. Das seien die exzellenten Merkmale eines ansonsten unbedeutenden Filmes, der eine konventionelle Abenteuergeschichte erzähle. Dies aber prompt und mit Nettigkeit, so dass hier und da lebhaftes Interesse geweckt werde.